# Констанца (повіт)
Констанца (рум. Constanţa) — жудець на південному сході Румунії, у центральній Добруджі, у південній частині плато Добруджа, на узбережжі Чорного моря.
Площа 7 071 км². Населення 715,2 тис. осіб (2002). Адміністративний центр — м. Констанца.

## Географія
Плато Добруджа займає основну частину повіту. На півночі лиман Чорного моря — озеро Сіноє. Клімат помірно-континентальний, зона степів. Середня температура січня 0 °C, липня — +23 °C.

## Населення
Населення за націями (у тисячах мешканців)
| Нація           | 1880          | 2002           |
| --------------- | ------------- | -------------- |
| Усього          | 64,902        | 715,151        |
| Румуни          | 14,884 (23 %) | 652,777 (91 %) |
| Турки           | 14,947 (23 %) | 24,246 (3.4 %) |
| Кримські татари | 22,854 (35 %) | 23,230 (3.2 %) |
| Болгари         | 7,919 (12 %)  | 74 (0,01 %)    |
| Греки           | 2,607 (4 %)   | 590 (0,08 %)   |
| Цигани          | <100 (<0.1 %) | 6,023 (0.84 %) |

## Міста
- Басараб
- Ефоріє
- Констанца
- Меджидія
- Мангалія
- Неводар
- Неґру-Воде
- Овідіу
- Текірґіол
- Хиршова
- Чернаводе

## Господарство
Промисловість дає 2,1 % валової промислової продукції країни. Промисловість будматеріалів (13 % всій промисловості повіту), харчова (32 %), текстильна (14 %), машинобудування (18 %), хімічна (7 %), деревообробна (5 %) галузі. До. проводить 5,3 % валовою с.-г. продукції країни. Посіви пшениці, кукурудзи, соняшнику, льону-кучерявця. Великий район виноградарства; овочівництво. Поголів'я (1971; тис.): великої рогатої худоби 131; свиней 216; овець 913. Важливу роль грають портове господарство і морське рибальство. Чорноморське узбережжя — курортний район міжнародного значення.

## Курорти
| - Мамая - Костінешті - Мангалія - Наводари | - Олімп - Нептун - Юпітер - Кап-Аврора | - Ефорія - Венус - Сатурн - Вама-Вече |

Туристичні центри:
- Констанца
- Мавзолей Адамклісі
- місцевість Портица